# Deathlike Silence Productions
Deathlike Silence Productions (DSP) va ser un segell discogràfic independent noruec fundat a Oslo el 1987 (inicialment amb el nom de Posercorpse Music) que es va centrar en el black metal. DSP va donar suport al revival del black metal a principis dels anys noranta. Helvete era la seu de DSP.

## Història
El segell va ser fundat l'any 1987 per Øystein Aarseth, també conegut com a Euronymous, que va operar el segell fins al seu assassinat el 1993. El nom es va derivar de la cançó de Sodoma "Deathlike Silence" (del seu llançament de 1986 Obsessed by Cruelty).
Al principi, el segell va signar principalment artistes noruecs, però ja el 1990 Aarseth havia desitjat establir una branca sueca amb Morgan Håkansson de Marduk, i cap als darrers anys també va publicar un àlbum de l'artista japonès Sigh. Aarseth es plantejava fitxar Rotting Christ, Masacre (Colòmbia) i Hadez (Perú) abans de la seva mort.
Abans de la desaparició del segell l'any 1994, estava previst llançar l'àlbum de debut de Monumentum In Absentia Christi. Darkthrone havia amenaçat de llançar el seu segon àlbum A Blaze in the Northern Sky a través de Deathlike Silence quan Peaceville Records no ho faria a causa del seu sobtat canvi de gènere. Voices of Wonder "es va fer càrrec de Deathlike Silence Productions després de la mort d'Euronymous".

## Publicacions a DSP
- Anti-Mosh 001: Merciless - The Awakening (1990)
- Anti-Mosh 002: Burzum – Burzum (1992)
- Anti-Mosh 003: Mayhem - Deathcrush (1993) [nb 1]
- Anti-Mosh 004: Abruptum – Obscuritatem Advoco Amplectére Me (1993)
- Anti-Mosh 005: Burzum – Aske (1993)
- Anti-Mosh 006: Mayhem - De Mysteriis Dom Sathanas (1994)
- Anti-Mosh 007: Sigh - Scorn Defeat (1993)
- Anti-Mosh 008: Enslaved - Vikingligr Veldi (1994)
- Anti-Mosh 009: Abruptum – In Umbra Malitiae Ambulabo, in Aeternum in Triumpho Tenebraum (1994)